# Iwan Woronow
Iwan Jemieljanowicz Woronow (ros. Иван Емельянович Воронов, ur. 4 czerwca?/17 czerwca 1911 we wsi Marjanowo w guberni witebskiej, zm. 8 maja 1969 w Moskwie) – radziecki polityk, minister przemysłu papierniczego i przetwarzania drewna ZSRR (1951-1953).
1931 ukończył technikum leśnicze w Połocku, a 1938 Leningradzką Akademię Leśno-Techniczną im. Kirowa, od 1938 w WKP(b). 1938-1939 w Ludowym Komisariacie Przemysłu Leśnego ZSRR, 1939-1946 w Armii Czerwonej, następnie w Ministerstwie Przemysłu Leśnego ZSRR, 1948-1951 członek Biura ds. Paliw i Transportu przy Radzie Ministrów ZSRR. Od 16 lutego 1951 do 15 marca 1953 minister przemysłu papierniczego i przetwarzania drewna ZSRR, 1953 zastępca ministra przemysłu leśnego i papierniczego ZSRR, od kwietnia 1954 do maja 1957 zastępca ministra przemysłu leśnego ZSRR, 1957-1961 przewodniczący Sownarchozu w Archangielsku, 1961-1962 zastępca przewodniczącego Wszechrosyjskiego Sownarchozu, 1962-1965 zastępca przewodniczącego Rady Ministrów Rosyjskiej FSRR, 1965-1968 minister gospodarki leśnej Rosyjskiej FSRR. Deputowany do Rady Najwyższej Rosyjskiej FSRR od 5 do 7 kadencji.

## Odznaczenia
- Order Lenina
- Order Wojny Ojczyźnianej I klasy
- Order Wojny Ojczyźnianej II klasy
- Order Czerwonej Gwiazdy
- Order „Znak Honoru”